# エルネスト・ギロー
エルネスト・ギロー（Ernest Guiraud, 1837年6月23日 - 1892年5月6日）は、フランスの作曲家。

## 生涯
1837年に、アメリカのニューオーリンズで生まれる。1852年にフランスへ移住し、パリ音楽院にて学ぶ。1859年にローマ賞を受賞する。彼の父も1827年にローマ賞を受賞している。
1876年にパリ音楽院の教授に就任し、クロード・ドビュッシーやポール・デュカスなどを指導した。
ジョルジュ・ビゼーと親交があり、ビゼーの死後『カルメン』の台詞部分にレチタティーヴォを作曲してグランド・オペラ版を完成させた他、『アルルの女』第2組曲を編曲した。他にオッフェンバックの未完のオペラ『ホフマン物語』の補筆完成で知られるが、自身の作品は今日ではほとんど知られていない。
1892年、パリにて死去した。